# Colistium
Colistium is een geslacht van straalvinnige vissen uit de familie van schollen (Pleuronectidae).

## Soorten
- Colistium guntheri (Hutton, 1873)
- Colistium nudipinnis (Waite, 1911) Nieuwzeelandse tarbot